# Netwerkstad Zwolle-Kampen
De Netwerkstad Zwolle-Kampen was tot 1 januari 2018 een samenwerkingsverband in de Nederlandse provincie Overijssel. Ze omvat de gemeenten Zwolle, Kampen en de provincie Overijssel. De doelstellingen voor deze samenwerking zijn: een gezamenlijk uitgangspunt, waarbij keuzes worden gemaakt om de regie te voeren op een aantal gemeenschappelijke opgaven; bundeling van krachten, waardoor het mogelijk is meer invloed te hebben op de afstemming tussen lokaal en regionaal beleid en in beide meer invloed te hebben. Ook kan zo er meer aandacht in het Rijk worden getrokken naar de regio.; boegbeeld voor samenwerking, waarmee niet alleen de samenwerking tussen gemeenten en provincie wordt bedoeld, maar ook met maatschappelijke organisaties.